# William Cochran
William D. Cochran – amerykański astronom związany z Uniwersytetem Teksańskim w Austin
(Wydział Astronomii), odznaczony Medalem Hughesa (1978).

## Życiorys

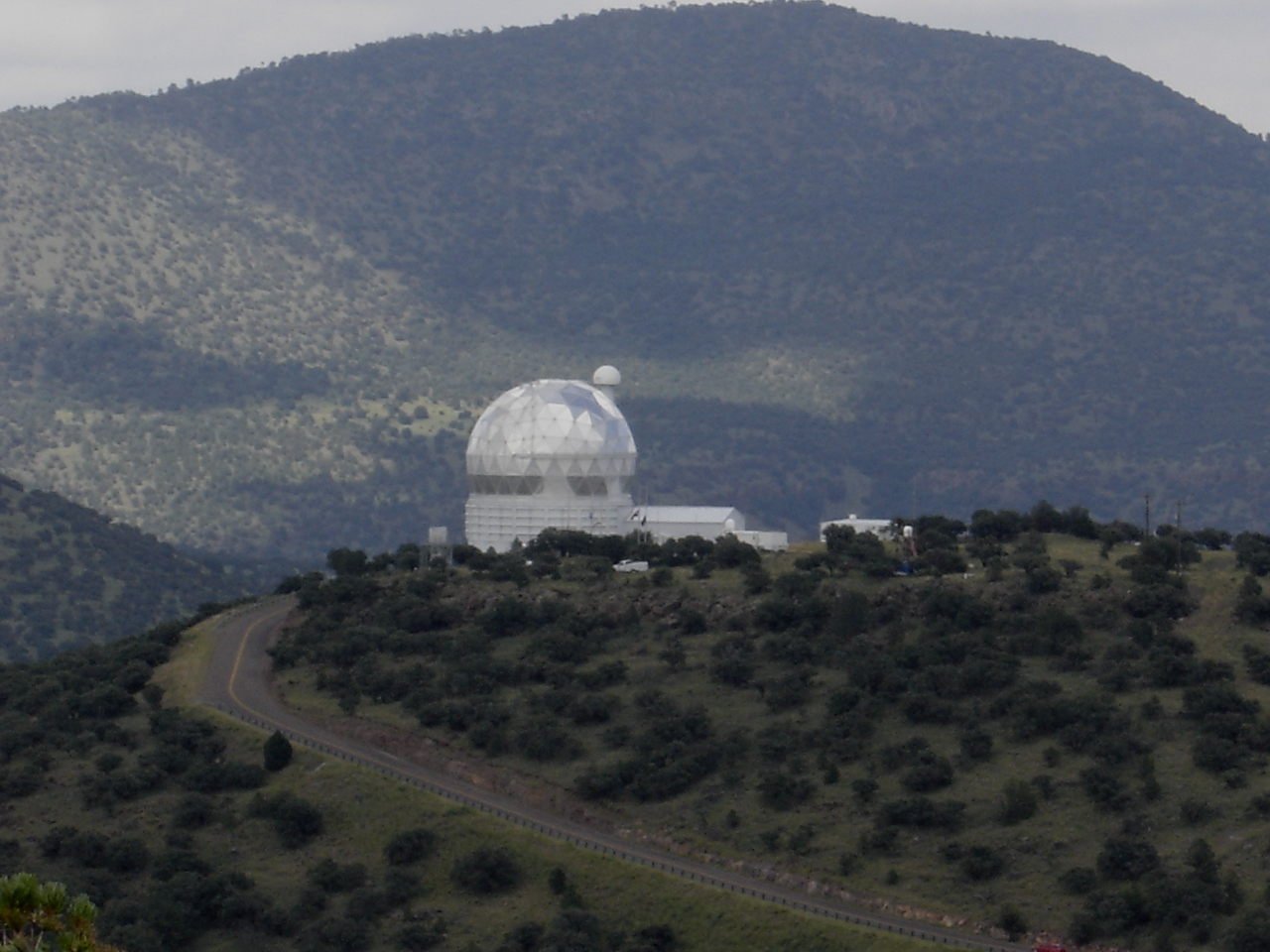
Teleskop Hobby’ego-Eberly’ego, McDonald Observatory (Teksas)

Wzrost liczby planet, odkrytych w latach 1989–2014 (kolor granatowy oznacza zastosowanie metody prędkości radialnych; kolory przypisane pozostałym metodom poszukiwań objaśniono w tym artykule)

W roku 1972 uzyskał stopień B.A. na Duke University. Doktorat otrzymał na Uniwersytecie Princeton w 1976 roku. Podjął pracę uniwersytecie w Austin (Teksas). Już po dwóch latach otrzymał od Royal Society Hughes Medal, między innymi za pionierski wkład do krystalografii rentgenowskiej; prowadził też poszukiwania planet pozasłonecznych. W roku 1996 odkrył – wraz z zespołem – planetę 16 Cygni B b, a w roku 2002 jego zespół potwierdził istnienie planety Gamma Cephei b. 
Jest współodkrywcą innych planet pozasłonecznych o minimalnej metaliczności w układach planetarnych, między innymi HD 37605 b i innych planet gwiazdy HD 37605 oraz HD 155358 b i HD 155358 c – dwóch planet gwiazdy HD 155358 o okresach orbitalnych 195,0 i 530,3 dni, ekscentryczności 0,11 i 0,18 oraz masach 0,89 i 0,50 MJ, odpowiednio.
Obserwacje wykonywano w ramach wspólnego przedsięwzięcia Uniwersytetu Teksańskiego w Austin, Pennsylvania State University, Uniwersytetu Stanforda, Uniwersytetu Ludwika i Maksymiliana w Monachium i Uniwersytetu Jerzego Augusta w Getyndze. Stosowano teleskop Hobby’ego-Eberly’ego, umożliwiający wykrywanie planet pozasłonecznych metodą prędkości radialnych.